# HD 63655
HD 63655，又名BD-12 2164，SAO 153449、HR 3042，是一颗恒星，视星等为6.23，位于銀經231.52，銀緯6.41，其B1900.0坐标为赤經7h 44m 49.5s，赤緯-13° 6.41′ 6″。